# Brassica deserti
Brassica deserti är en korsblommig växtart som beskrevs av Avinoam Danin och Ian Charleson Hedge. Brassica deserti ingår i släktet kålsläktet, och familjen korsblommiga växter. Inga underarter finns listade i Catalogue of Life.